# Hans Stutz
Hans Stutz (* 10. Januar 1952; heimatberechtigt in Schongau und Aesch) ist ein Schweizer Journalist und Politiker (Grüne).

## Leben
Hans Stutz machte eine Ausbildung zum Sekundarlehrer. Er ist seit den 1980er-Jahren als Journalist mit den Schwerpunkten Rechtsextremismus und Rassismus tätig und Verfasser der Bücher Frontisten und Nationalsozialisten in Luzern 1933–1945 und Der Judenmord von Payerne über den Mord an Arthur Bloch. Hans Stutz betreibt seit 2009 einen Blog, auf dem er rassistische Vorfälle in der Schweiz dokumentiert und einordnet. Er lebt in Luzern.

## Politik
Hans Stutz gehörte von September 2000 bis zu seinem Rücktritt im Juli 2011 als parteiloses Mitglied der Grünen Fraktion dem Grossen Stadtrat (Legislative) der Stadt Luzern an. Bei den Kantonsratswahlen 2011 wurde er in den Kantonsrat des Kantons Luzern gewählt. Er war von 2011 bis 2015 Mitglied und Präsident der Redaktionskommission und von 2011 bis 2019 Ersatzmitglied der Kommission Raumplanung, Umwelt und Energie. Von 2011 bis 2019 war Stutz Mitglied der Kommission Justiz und Sicherheit und von 2015 bis 2019 Mitglied der Staatspolitischen Kommission sowie Ersatzmitglied der Planungs- und Finanzkommission. Bei den Eidgenössischen Wahlen 2015 und 2019 kandidierte Stutz vergeblich für den Nationalrat. Von 2017 bis 2022 war er stellvertretender Stimmenzähler im Wahlbüro des Kantonsrates und von 2019 bis 2022 Mitglied der Kommission Wirtschaft und Abgaben sowie Ersatzmitglied der Staatspolitischen Kommission. Im Jahre 2023 wurde er nicht mehr in den Kantonsrat gewählt.
Hans Stutz war von 2012 bis 2021 Vorstandsmitglied der Grünen Kanton Luzern und von 2017 bis 2021 Vorstandsmitglied der Grünen Stadt Luzern.